# Megasema cnigrum
Megasema cnigrum là một loài bướm đêm trong họ Noctuidae.